# Dialogue of Civilizations Research Institute

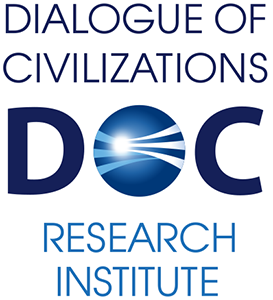
Logo

Die Dialogue of Civilizations Research Institute gGmbH (kurz DOC, deutsch Forschungsinstitut "Dialog der Zivilisationen") war ein 2016 in Berlin gegründeter Think Tank. Er wurde aus Russland finanziert und galt als kremlnah.

## Geschichte
Die Gründung 2016 in Berlin erfolgte durch den Putin-Vertrauten Wladimir I. Jakunin (zugleich Aufsichtsratsvorsitzender), den 2020 verstorbenen Peter W. Schulze und den ÖVP-Politiker Walter Schwimmer. Das Institut stütze sich laut Eigenaussage auf das 2002 gegründete World Public Forum „Dialogue of Civilizations“ (WPF).
Das Berliner DOC-Institut hatte Kontakte in das österreichische Verteidigungsministerium. Die Finanzierung erfolgte durch eine Stiftung Jakunins sowie „Mäzene“ aus Russland. Es habe laut Hans-Henning Schröder „verlockende Angebote“ an Kollegen gegeben, welche diese mit Verweis auf Jakunin abgelehnt hätten. Die Aufgabe der Organisation bestehe laut Stefan Meister aus Einfluss und Lobbyarbeit.
2021 wurde bekannt, dass das DOC seine Arbeit eingestellt hat.

## Rezeption
Vor dem Hintergrund der Annexion der Krim durch Russland stieß die Gründung des DOC 2016 auf Kritik. Neben dem Vorwurf, russische Propaganda zu betreiben, war von „hybrider Kriegsführung“ die Rede und davon, dass der russische Präsident Wladimir Putin „mit einem deutschen Thinktank nun den Propaganda-Krieg gegen den Westen auf die Spitze“ treibe. Dass Harald Kujat oder die ehemalige Chefin der deutsch-russischen Handelskammer im Aufsichtsrat säßen, hätte am Ruf des Instituts nicht viel geändert, so Stefanie Schiffer vom Europäischen Austausch, eher im Gegenteil.